# Teateråret 1887

## Händelser

### Okänt datum
- Anna Norrie blir chef för Vasateatern i Stockholm.
- Sonya Kovalevskaya och Anne Charlotte Leffler skriver pjäsen Kampen för lyckan.[1]

## Årets uppsättningar

### Januari
- 20 januari – Wilma Lindhés pjäs Mördar har urpremiär på Göteborgs stora teater.[2]

### Februari
- 5 februari – Giuseppe Verdis opera  Otello har urpremiär i Milano.[3]

### Mars
- 7 mars – Victoria Benedictssons pjäs I telefon har urpremiär på Dramaten i Stockholm.[4]

### Okänt datum
- August Strindbergs pjäs Fadren uruppförs i Köpenhamn.

## Födda
- 14 juli – Henning Ohlsson (död 1960), svensk skådespelare, konstnär, skulptör och skald.

## Avlidna
- 15 augusti – Hedvig Willman, svensk skådespelare